# الن ایزمندی
الن ایزمندی (انگلیسی: Alain Eizmendi؛ زادهٔ ۱۰ ژوئن ۱۹۹۰) بازیکن فوتبال اهل اسپانیا است.
از باشگاه‌هایی که در آن بازی کرده‌است می‌توان به باشگاه فوتبال رئال سوسیداد، باشگاه ورزشی لیماسول، باشگاه فوتبال ایبار، باشگاه فوتبال لگانس، و باشگاه فوتبال اتلتیک بیلبائو بی اشاره کرد.